# Het booroog
Tom Poes en het booroog of kortweg Het booroog is het 117de verhaal uit de Bommelsaga, geschreven en getekend door Marten Toonder. Het verhaal verscheen voor het eerst op 6 december 1966 en liep tot 15 februari 1967. Thema is "het losgetrilde geweten".

## Samenvatting
Heer Bommel heeft een erfenis van zijn oudtante Elizabet gekregen: een buitenhuis te Leemsloot, een eind buiten Rommeldam. Tevens hangt er nog een eng stuk kunst. Heer Bommel vindt het niet interessant, maar anderen blijken ongezonde interesse te hebben.
Buiten wachten de oosterlingen Iet en Karnagel heer Bommel en Tom Poes op om het schilderij af te pakken, wat mislukt. Het gebeuren bewijst dat het kunstwerk toch iets belangrijks moet zijn. Iet en Karnagel overvallen daarna een kunsthandel in Rommeldam, maar nemen een verkeerd schilderij mee. Op slot Bommelstein komt het echte schilderij in de studeerkamer boven de haard te hangen.
Terpen Tijn herkent het schilderij als 'Het Oog van Boor', het zoekgeraakte Opus 27 van hemzelf. Degenen die naar het schilderij kijken, worden geplaagd door hun geweten. Zowel Heer Bommel als Joost raken uitgeput door een overspannen geweten. 
Karnagel en Iet weten het schilderij uiteindelijk alsnog te bemachtigen. Karnagel heeft het schilderij nodig omdat het de plattegrond is van het doolhof in de graftombe met het Oog van Boor. Beiden raken na de aanblik echter tijdelijk de beheersing over hun spraak kwijt. Heer Bommel en Tom Poes volgen de dieven naar het vroegere vliegveld Poelbol. Iet gaat er met het schilderij vandoor in een vliegtuig.  Heer Bommel en Tom Poes zetten in een ander vliegtuig de achtervolging in. 
In de woestijn bevinden zich de zakenlieden Super en Hieper. Het vliegtuig van Iet stort vlak bij hen neer. Hieper bekijkt het kunstwerk en komt dus in grote gewetensnood. Ook Super en Karnagel worden diep getroffen door het kunstwerk. Dat geeft Iet de gelegenheid het schilderij mee te nemen en verder te rennen naar een piramide in het zand. Met zijn drieën rennen ze Iet achterna. Die zit voor de ingang van de piramide, die grotendeels onder de grond is gezakt, het schilderij in tranen aan te staren. Bul Super begrijpt het dilemma. De plattegrond slaat op het geweten en zo kan niemand de plattegrond volgen.
Wammes Waggel vindt vervolgens het schilderij bij de ingang van de piramide van Boor. Hij handelt in erwtensoep en warme worstjes, midden in de woestijn. Hij herkent onbevangen meteen de plattegrond van een doolhof. Hij vraagt Heer Bommel en Tom Poes om mee naar binnen te gaan. De twee vrienden zijn door de twee schietstoelen redelijk onbeschadigd in de buurt geland. Heer Bommel voelt er veel voor om Wammes te volgen. Zelf kan hij de aanblik van het kunstwerk niet verdragen, maar de worstverkoper duidelijk wel. Hij wordt door Iet en Bul Super neergeslagen, die met hun maten Karnagel en Hieper de achtervolging van Wammes Waggel in de piramide inzetten.
Wammes ontdekt aan het eind van de doolhof een groot beeld met een grote diamant. Het is het beeld van de grote god Boor met de diamant in de oogspleet. Iet en Karnagel kunnen de aanblik van de grote diamant niet verdragen. De uitwerking is veel sterker dan van het kunstwerk Opus 27, dat immers slechts een afbeelding was. De schietende Bul Super valt ook ten prooi aan de aanblik van de diamant, waarop Hiep Hieper hem met afgewend gezicht naar buiten terugsleept. Wammes Waggel claimt buiten de overwinning, het schilderij omhoog stekend. Wammes Waggel gebruikt Opus 27 als ondergrond voor zijn eigen reclametekst:
Heer Bommel trakteert de Rommeldammers op een maaltijd in de woestijn van erwtensoep en warme worstjes. Ze laten de oosterlingen achter in de piramide en varen later met de Albatros naar Rommeldam. 

## Achtergronden
Willem Venerius publiceerde een boek over het gebruik van occulte elementen in de Bommelsaga. Hij citeert daarbij een artikel van Mary Heijboer-Barbas, die laat zien dat Toonder goed bekend was met occulte literatuur en daar ook veel elementen van gebruikte. 
Andere verhalen uit de Bommelsaga-reeks met verwijzingen naar I Tjing zijn De split-erwt en De achtgever.

## Voetnoot
1. ↑  Grote Iet blijkt al ernstig beïnvloed door het schilderij. De kleine Karnagel probeert de leiding te houden.
2. ↑  Venerius, Willem (2007) Heer Bommel en het para-abnormale. Over de magie in de Bommelsaga.

## Hoorspel
- Het booroog in het Bommelhoorspel